# Expropriationsdomstol
En expropriationsdomstol var mellan 1917 och 1972 första instans i expropriationsmål. Enligt Lag om expropriation (SFS 1917:189) kunde fastighet som tillhör annan än kronan i vissa fall exproprieras ”om Konungen prövar det nödigt”. Expropriationsmålen instämdes till underrätten i den ort där fastigheten var belägen och det ålåg en särskild expropriationsnämnd att bestämma expropriationsersättningen.  I enlighet med Lag (1949:663) angående ändring i lagen den 12 maj 1917 (189) om expropriation, inrättades särskilda expropriationsdomstolar som första instans i expropriationsmål. § 14 stadgar att en sådan expropriationsdomstol skulle finnas för varje domsaga eller stad med rådhusrätt. Expropriationsdomstol skulle enligt § 15 ledas av ortens ägodelningsdomare och därutöver bestå av fyra ledamöter. Av de senare skulle två vara särskilda expropriationstekniker (utsedda av Konungen eller särskild myndighet), och två nämndemän från orten. Lag om expropriation (1917:189) ersattes 1972 av Expropriationslagen (1972:719), vilken innebar att fastighetsdomstol blev första domstol i expropriationsmål.